# Analytical Biochemistry
Analytical Biochemistry: Methods in the Biological Sciences, скорочено Anal. Biochem. — науковий журнал, який охоплює галузь біохімії. Перше видання вийшло в червні 1960 року. Журнал публікує статті та огляди методів з наступних областей: аналітичні методи, мембрани та мембранні білки, молекулярна генетика, зокрема клонування, секвенування ДНК та мутагенез, нові методи очищення білка, імунологічні методи в біохімії, імунологічні аналізи з новими підходами, клітина біологія, загальна культура клітин і органів, а також фармакологічні та токсикологічні методи дослідження. Крім того, журнал також містить розділи з оглядами, а також короткі повідомлення.
Імпакт-фактор у 2019 році становив 2,877.  Згідно зі статистичними даними ISI Web of Knowledge, журнал посідає з цим імпакт-фактором 186 місце з 289 журналів у категорії «Біохімія та молекулярна біологія» і 32 місце з 74 журналів в категорії «Аналітична хімія». 
Головний редактор — Вільям Якобі, Bethesda, США. 